# 分離透鏡
分離透鏡 (Dialyte lens，有時就稱為分離式)，是用空氣間隙的元素設計以修正光學畸變的一種複合透鏡。這種設計是用來保存特定元素或是因為該元素有不同的曲率而不能以黏著劑膠合的玻璃 。dialyte這個字的意思是"分開 (parted)"、"鬆散 (loose)"或 "隔開 (separated)"。

## 分離透鏡望遠鏡
廣泛使用分離透鏡為元素以校正顏色的想法可以追溯到1814年W. F. 漢彌頓折反射的漢彌頓望遠鏡和亞歷山大·羅傑斯在1828年提案的透析折射望遠鏡。目標是結合大的冕牌玻璃物鏡與非常小的火石玻璃組合成消色差透鏡，因為那時候的火石玻璃非常昂貴。分離透鏡的設計也使用在德國光學儀器商陸韋克在接近19世紀末年設計的Schupmann medial telescope和約翰·威爾在1999年為"Zerochromat"公司修改的透析折射鏡。

## 分離相機鏡頭
有許多型式的分離相機鏡頭。有一種類形是由4個空氣間隔組成的對稱設計鏡頭：外面的一對是雙凸透鏡，裡面的一對是雙凹透鏡。對稱的結構在像差上提供了很好的校正。
透鏡的物鏡類型 (庫克光學公司) 是相似的，但是被認為有著不同的來源，從庫克三片式鏡頭中央是分離的凹透鏡元素，由此產生兩片雙凹透鏡比分離/色洛爾更接近的設計。